# Walter Neuhaus

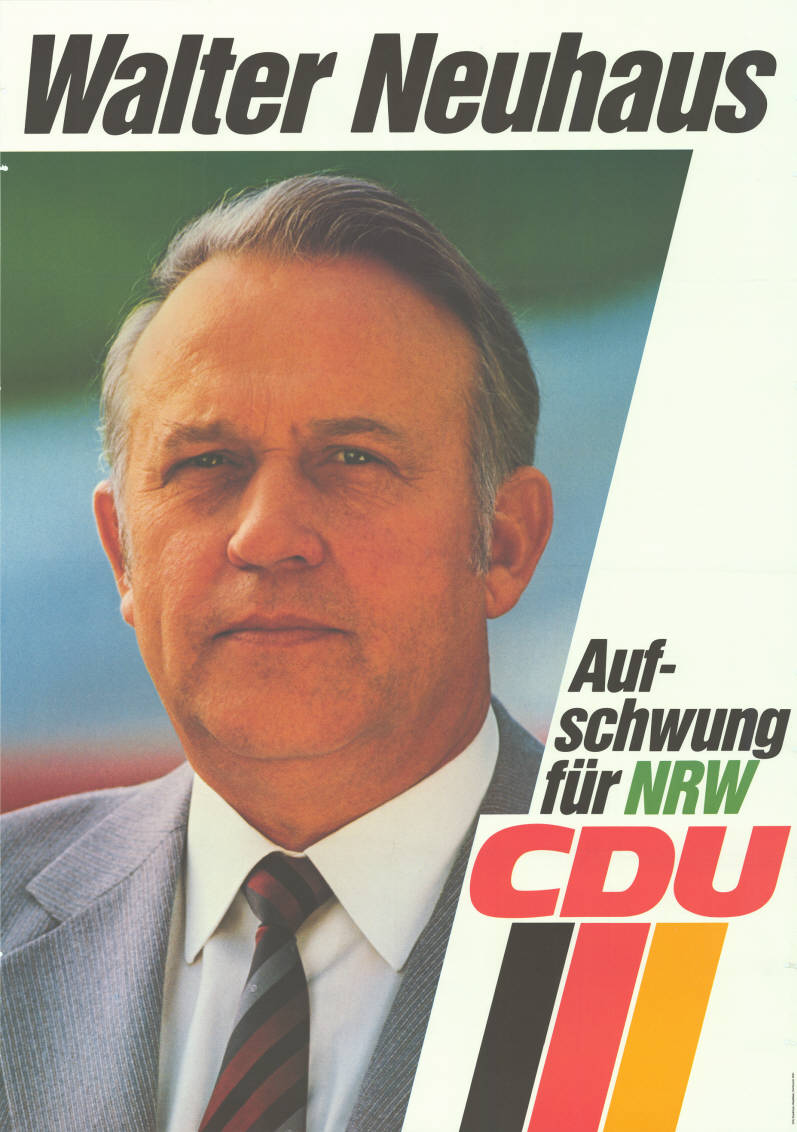
Kandidatenplakat zur Landtagswahl in Nordrhein-Westfalen 1985

Walter Neuhaus (* 19. April 1932 in Amphop; † 1. April 2019) war ein deutscher Politiker und Landtagsabgeordneter der CDU.

## Leben und Beruf
Nach dem Besuch der Volksschule, der Realschule und der Landwirtschaftlichen Berufs- und Fachschule war er als Landwirt tätig.
Der CDU gehörte Neuhaus seit 1957 an. Er war in zahlreichen Parteigremien tätig, so u. a. als Mitglied des CDU-Bezirksvorstandes Sauer-/Siegerland. Er war ehrenamtlicher Richter am Oberverwaltungsgericht Münster.

## Abgeordneter
Vom 28. Mai 1975 bis zum 31. Mai 1995 war Neuhaus Mitglied des Landtags des Landes Nordrhein-Westfalen. Er wurde in der achten Wahlperiode im Wahlkreis 129 Lüdenscheid II direkt und ansonsten über die Landesliste seiner Partei gewählt.
Dem Rat der Gemeinde Hülscheid gehörte er von 1961 bis 1975, den Kreistagen der Kreise Altena, Lüdenscheid sowie des Märkischen Kreises von 1964 bis 1994 an.

## Ehrungen
- 1982: Verdienstkreuz am Bande der Bundesrepublik Deutschland
- 1991: Verdienstkreuz 1. Klasse der Bundesrepublik Deutschland